# St. Wynwallow (Landewednack)

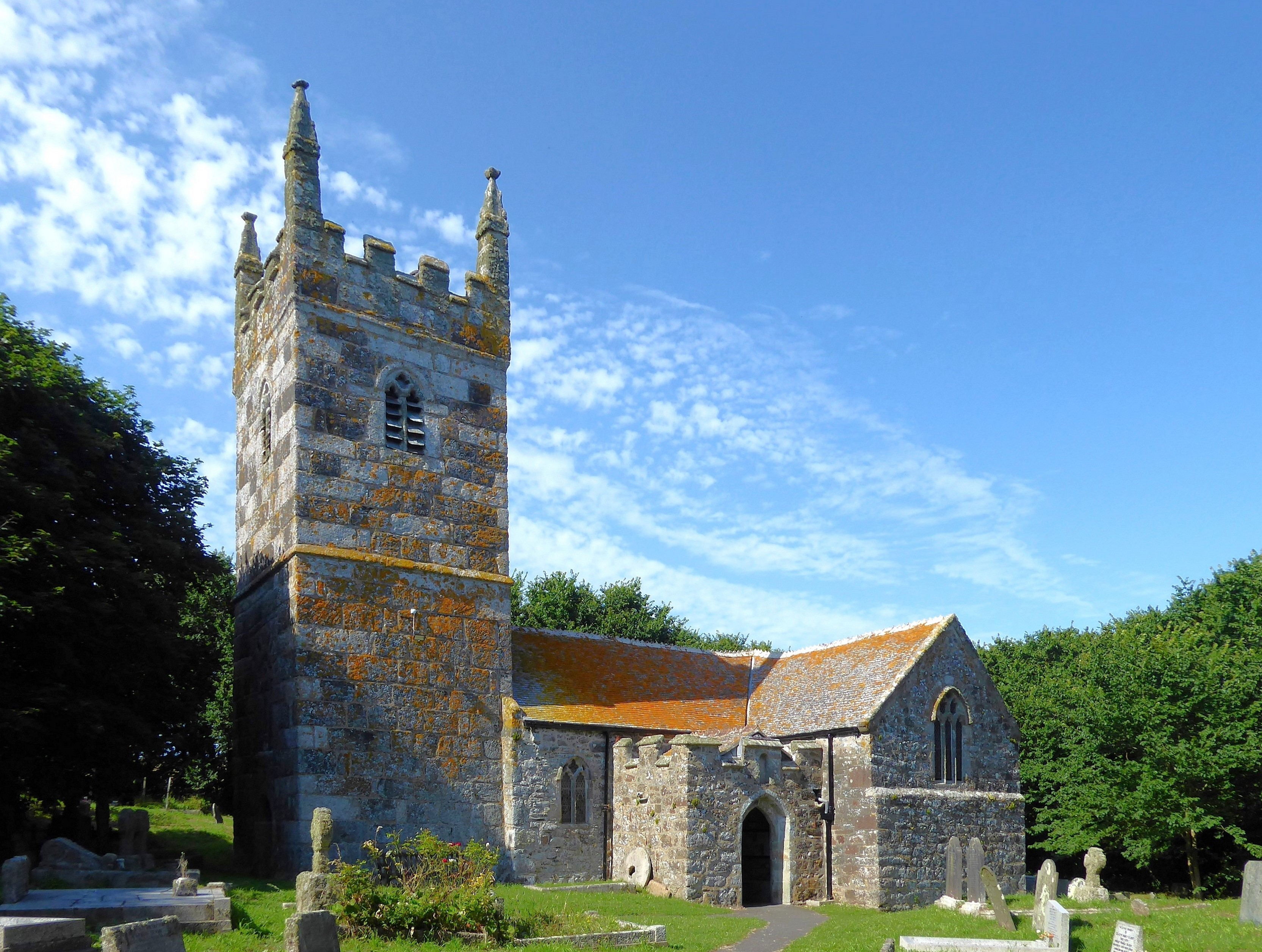
Kirche St. Wynwallow

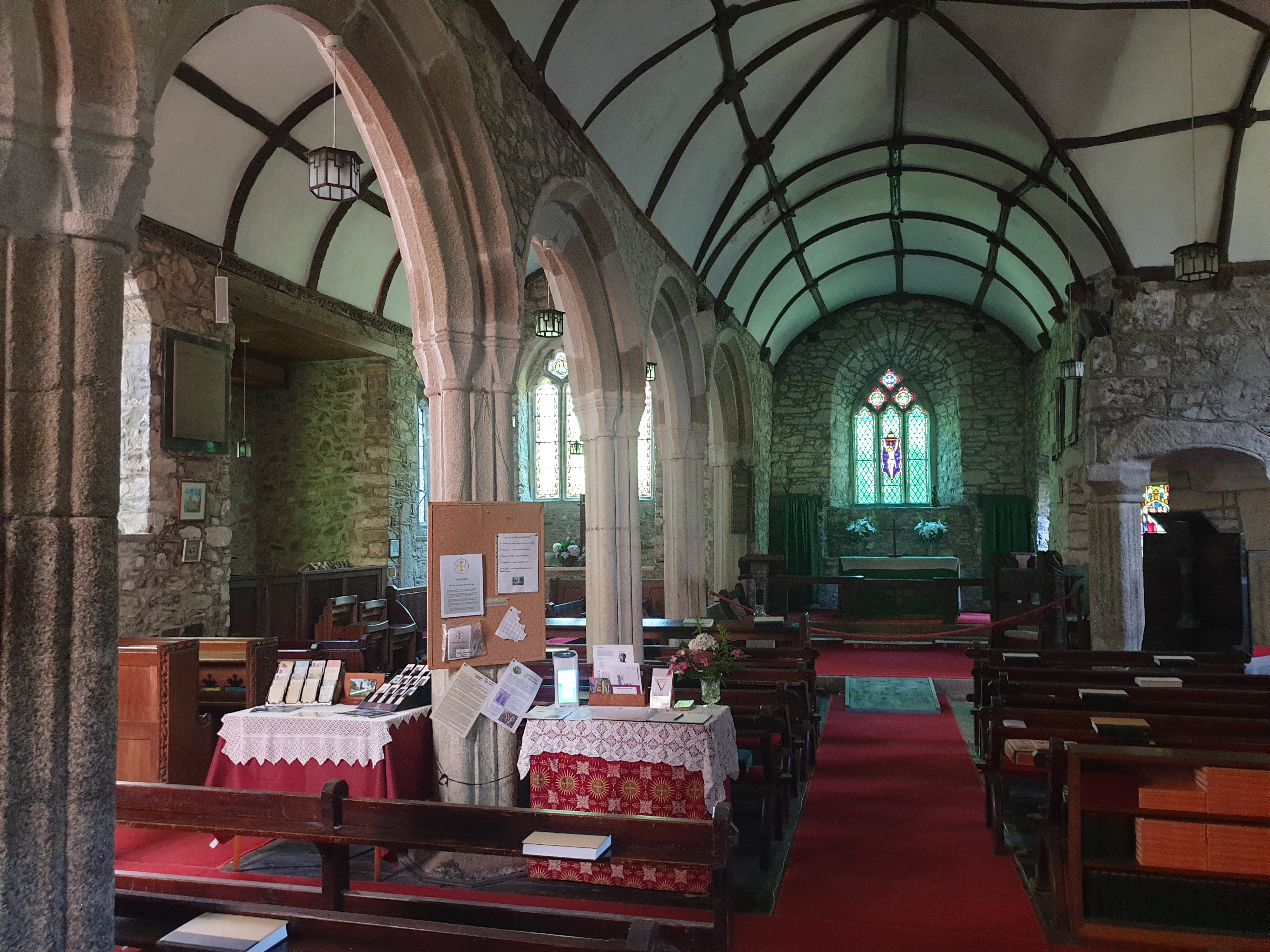
Inneres Richtung Altar

St. Wynwallow ist eine anglikanische Pfarrkirche der Church of England in Landewednack, einer kleinen Ortschaft nördlich des Lizard Point in Cornwall. Die Kirche ist seit 1984 als Kulturdenkmal der Kategorie Grade I eingestuft und gilt als das südlichste Kirchengebäude auf dem britischen Festland.

## Geschichte
Die dem bretonischen Heiligen Guengalaenus gewidmete Pfarrkirche geht in ihren ältesten Teilen mit dem normannischen Südportal auf das 11. Jahrhundert zurück. Guengalaenus war Abt der Abtei von Landévennec. Der Ortsname Landewednack ist eine lokale Variation des Namens der Abtei.
Langhaus, Chor, südliches Querhaus und die südliche Vorhalle der Kirche entstanden im späten 13. bzw. frühen 14. Jahrhundert. Der Turm geht auf ein älteres Bauwerk zurück, erhielt seine Gestalt aber im frühen 15. Jahrhundert. Zu Beginn des 16. Jahrhunderts wurde schließlich das fünfjochige nördliche Seitenschiff hinzugefügt. Renovierungsarbeiten fanden 1860/62 und in den 1920er Jahren statt.